# Manoir de Guersallic
Le manoir de Guersallic est situé à Locmalo en France.

## Localisation
Le manoir est situé sur le territoire de la commune de Locmalo, au lieu-dit Guersallic, dans le département du Morbihan en région Bretagne.

## Description
Le manoir est construit au XVIIe siècle. Édifice à un étage carré en granite,  toiture à longs pans ; un pignon couvert. Escalier dans-œuvre : escalier tournant à retours sans jour. La demeure est isolée. Le logis est orienté au sud, encadré de deux dépendances en retour non jointives du logis. Construit en moellon, il se compose de deux pièces chauffées communicantes au rez-de-chaussée. L'escalier à retours est adossé à un mur de refend qui séparait les deux salles et les deux chambres chauffées à l'étage, communicantes entre elles. Au sud les dépendances en rez-de-chaussée se composent d'un logis prolongés d'une remise à l'est, d'un second logis avec étable à l'ouest. Elles sont aujourd'hui en moellon couvertes d'ardoises quand, en 1967, la dépendance à l'est était couverte de chaume.

## Historique
La maison qui n'est pas un manoir attesté dans la documentation, est construite au milieu ou dans la deuxième moitié du XVIIe siècle. Elle a été restaurée, avec percement de baies supplémentaires au rez-de-chaussée (une) et à l'étage (quatre, deux sur chaque façade) après 1970. Un corps en rez-de-chaussée couverte en appentis a été ajouté sur la façade nord. Les dépendances qui encadrent la cour au sud sont d'anciens logis encore couverts en chaume en 1970. La dépendance est a été rallongée vers le nord d'une remise au XIXe siècle. L'accès autrefois par le nord ou par le sud de la cour a été modifié au XXe siècle et se fait actuellement par l'ouest. Le four à pain figuré au sud de la cour en 1841 a été remplacé par un nouveau four à l'est de la maison. Les abords ont été entièrement remodelés depuis la restauration des années 1970, avec création d'un étang à l'ouest de la maison.
Le manoir est inscrit à l'inventaire général du patrimoine culturel en 1967.